# Neopimpla bicarinata
Neopimpla bicarinata är en stekelart som först beskrevs av Riley 1871.  Neopimpla bicarinata ingår i släktet Neopimpla och familjen brokparasitsteklar. Inga underarter finns listade i Catalogue of Life.